# Pak Čong-hui
Pak Čong-hui (též Pak Čong-hi, 박정희, angl. přepisem Park Chung-hee, 14. listopadu 1917 – 26. října 1979) byl jihokorejský voják a státník. V letech 1961–1979 byl diktátorem, z toho v letech 1963–1979 oficiálně prezidentem Jižní Koreje. Moci se chopil roku 1961 vojenským převratem. V roce 1968 se ho pokusila v tzv. útoku na Modrý dům odstranit Severní Korea. Svou diktaturu ještě utužil po roce 1971, kdy měl původně ve funkci skončit. Roku 1979 byl zavražděn vlastní tajnou službou. Během své autoritativní vlády učinil jihokorejskou ekonomiku jednou z nejsilnějších na světě, zejména díky němu se stala jedním z asijských „tygrů“. Roku 1999 ho časopis Time zařadil mezi 10 nejvýznamnějších Asiatů 20. století.

## Biografie
Po pádu prvního jihokorejského prezidenta I Sung-mana se země zmítala v chaosu. Ekonomika byla ve špatném stavu, novému prezidentu ani premiérovi se nedařilo sestavit funkční vládu, policie, o niž se I Sung-man opíral, byla demoralizovaná a studentské hnutí, které přinutilo I Sung-mana rezignovat, se stále více revolucionalizovalo. V této atmosféře provedl Pak Čong-hui vojenský puč. Základem jeho vlády se stala nově zřízená tajná policie (KCIA), která měla pravomoc zatýkat „nepřátele vlády a režimu“, běžné bylo i mučení. Na přání americké administrativy pak nicméně formálně zcivilnil svou vládu a stal se roku 1963 prezidentem. Původně slíbil, že odejde z funkce roku 1971, ale slib nedodržel, naopak poté režim ještě více vzdálil demokracii: vyhlásil stanné právo, rozpustil parlament, stanovil novou ústavu Yushin a zesílil cenzuru. Již předtím však ústavně zaručené svobody byly spíše jen formálními proklamacemi. Pak byl zvolen třikrát při přímých prezidentských volbách na post prezidenta, pokaždé s více než 80 % hlasy. Po roce 1972 další přímá volba však již nebyla možná, proto volby kontroloval až do svého zavraždění v roce 1979. Avšak nepřímá volba prezidenta nezměnila do roku 1987.
Zatímco v počátcích vlády měl Pak ve veřejnosti spíše podporu, po roce 1971 ji rychle ztrácel. Nespokojenost vyvrcholila mohutnými demonstracemi roku 1979, které organizovaly především studenti (tzv. Pu-Ma nepokoje). Na 400 lidí bylo zatčeno, nepokoje však neustávaly, demonstranti začali útočit na policejní stanice i sídla vládnoucí strany. Během vrcholných nepokojů byl Pak zavražděn šéfem tajné služby Kim Čä-gjuem. Ten se hájil vlastenectvím a tím, že Pak byl překážkou na cestě k demokracii. Průběh atentátu a jeho motivy jsou ovšem dodnes nejasné.
Pakova zahraniční politika stála, stejně jako u jeho předchůdců, na těsných vztazích se Spojenými státy. S tím souviselo i jihokorejské angažmá ve vietnamské válce, Pak poslal do Vietnamu 320 tisíc vojáků.
Jeho dcera Pak Kun-hje se stala rovněž významnou političkou, v letech 2013–2017 byla prezidentkou Jižní Koreje.

## Rozvoj ekonomiky
Pakův hlavní přínos byl v ekonomické oblasti. Rozhodl se vybudovat silně exportní a vládou přísně kontrolovanou ekonomiku. Nešlo ale plánované hospodářství sovětského typu – stát podporoval soukromé podnikání, sám řídil jen bankovní sektor a investice. Rozsáhlé budování infrastruktury Pak financoval především z japonských investic, s čímž byla spojena normalizace korejsko-japonských vztahů, která vyvrcholila smlouvou o vzájemných vztazích z roku 1965. To ovšem budilo nechuť v korejské veřejnosti, která byla po dlouhé japonské kolonizaci silně protijaponsky naladěná.
Po korejské válce se Jižní Korea nacházela ve velké chudobě. Pak se rozhodl zaměřit na těžký a chemický průmysl. V industrializaci se mohl opřít o kvalitní a spolehlivou pracovní sílu, neboť korejský lid byl odhodlaný pracovat s vidinou lepšího života pro jejich děti. V této době se Jižní Korea potýkala s otázkou lidských práv. Pak Čong-hui chtěl být se svým plánem obrody ekonomiky úspěšný, protože doufal, že tak zlehčí jeho prohřešky proti svobodě, demokracii a lidským právům.

## Vyznamenání
- Argentina
  -  velkokříž s řetězem Řádu osvoboditele generála San Martína
- Filipíny
  -  řetěz Řádu Sikatuna
- Kambodža
  -  velkokříž Královského řádu Kambodže
- Malajsie
  -  velkokříž s řetězem Řádu říšské koruny
- Mexiko
  -  řádový řetěz Řádu aztéckého orla
- Německo
  -  velkokříž speciální třídy Záslužného řádu Spolkové republiky Německo
- Nizozemsko
  -  velkokříž Řádu nizozemského lva
- Rakousko
  -  velkohvězda Čestného odznaku Za zásluhy o Rakouskou republiku
- Thajsko
  -  řetěz Řádu Rajamitrabhorn
- Tchaj-wan
  -  speciální velkostuha Řádu příznivých oblaků